# Schönermark (Schwedt/Oder)
Schönermark ist ein Ortsteil der Stadt Schwedt/Oder im Landkreis Uckermark im Nordosten des Landes Brandenburg.

## Lage
Schönermark liegt zwölf Kilometer nördlich von Angermünde und 14 Kilometer westlich von Schwedt/Oder in der Uckermark. Die Gemarkung des Ortes grenzt im Norden an Grünow, im Osten an Landin, im Süden an Pinnow sowie an den Angermünder Ortsteil Frauenhagen, im Westen an Biesenbrow sowie im Nordwesten an Golm. Zu Schönermark gehört eine Exklave innerhalb der Gemarkungen von Biesenbrow und Frauenhagen, auf der sich der Bahnhof des Ortes befindet. Im Westen der Gemarkung Schönermarks fließt die Welse.
Schönermark liegt an der Landesstraße L 28 zwischen Angermünde und Passow sowie an der Landesstraße L 285 nach Greiffenberg. Westlich des Ortes liegt die Bahnstrecke Berlin–Stettin. Der Verkehrshalt am gleichnamigen Bahnhof wurde 1996 aufgegeben.

## Geschichte

### Frühgeschichte
Am Südhang des Eichberges, 800 Meter nordwestlich von Schönermark, wurde eine Siedlung der frühen Trichterbecherkultur (TBK), Brand- und Körpergräber der Havelländischen Kultur und Hügelgräber der Oderschnurkeramik gefunden.
1942 sicherte O. Borriss aus einer Blockkiste Skelettreste, Gefäße der Havelländischen Kultur und der Oderschnurkeramik, eine Klinge und ein dicknackiges Beil aus Feuerstein. Nach 1959 sammelte W. Weiß Oberflächenfunde. Auf der Fläche erfolgten von 1962 bis 1965 Ausgrabungen durch H. Geisler.
Unterste Fundschicht war eine Hausstelle der frühen TBK. Ein verkohlter Hauspfosten ergab das C-14-Datum 3155 v. Chr. Auf der zwei Zentimeter dicken Lehmestrichdiele und daneben lagen vierhenklige Amphoren, ein Tonteller, ein Trichterbecher, eine Trichterrandschale sowie ein großes Vorratsgefäß.
Darüber befanden sich Brandgräber der Havelländischen Kultur. Eine Grube, die auch Tierleichenbrand enthielt, wurde unter einem Scherbenpflaster von mehreren Quadratmetern Ausdehnung freigelegt.
Später errichteten die Träger der Oderschnurkeramik ein Hügelgrab mit einem Steinkranz von etwa 6,5 Meter Durchmesser. Zum Zentralgrab gehörten eine Amphore, ein Bernsteinanhänger und ein Schnurbecher, zu einer Nachbestattung ein Schnurbecher und eine Felsaxt, aus einem weiteren zerstörten Grab stammt noch ein Schnurbecher.

### Mittelalter
Erstmals urkundlich erwähnt wurde das als Angerdorf angelegte Schönermark im Jahr 1287 mit der Schreibweise Sconremarke in einer Urkunde, in der zehn Hufen Land in Schönermark an das Kloster Chorin geschenkt werden. Am 5. April 1354 wurde der Ort mit dem Vertrag von Oderberg an das Herzogtum Pommern abgegeben. 1459 wurde der Ort Schönemarke genannt. Im Jahr 1472 kam der Ort wieder an die Mark Brandenburg. 1479 werden die von Wustrow und die von Falkenberg als Lehnsherren auf dem Rittergut Schönermark erwähnt. Im Verlaufe der Zeit kam es zu mehreren Besitzerwechseln, für das Jahr 1546 sind im Dorf 16 Höfe verzeichnet, acht von diesen waren im Besitz der Angermünder Amtsmannes Berthold von Flans. Der Rittersitz gehörte einem Caspar von Erxleben.
Die von Falkenberg kauften 1588 schließlich erst den Gutsteil Schönermarks und später auch den Anteil von Flans und blieben bis Ende des 17. Jahrhunderts im Besitz des Dorfes. Anschließend kaufte Markgraf Philipp Wilhelm zu Schwedt das Dorf Schönermark.

### Seit dem 18. Jahrhundert

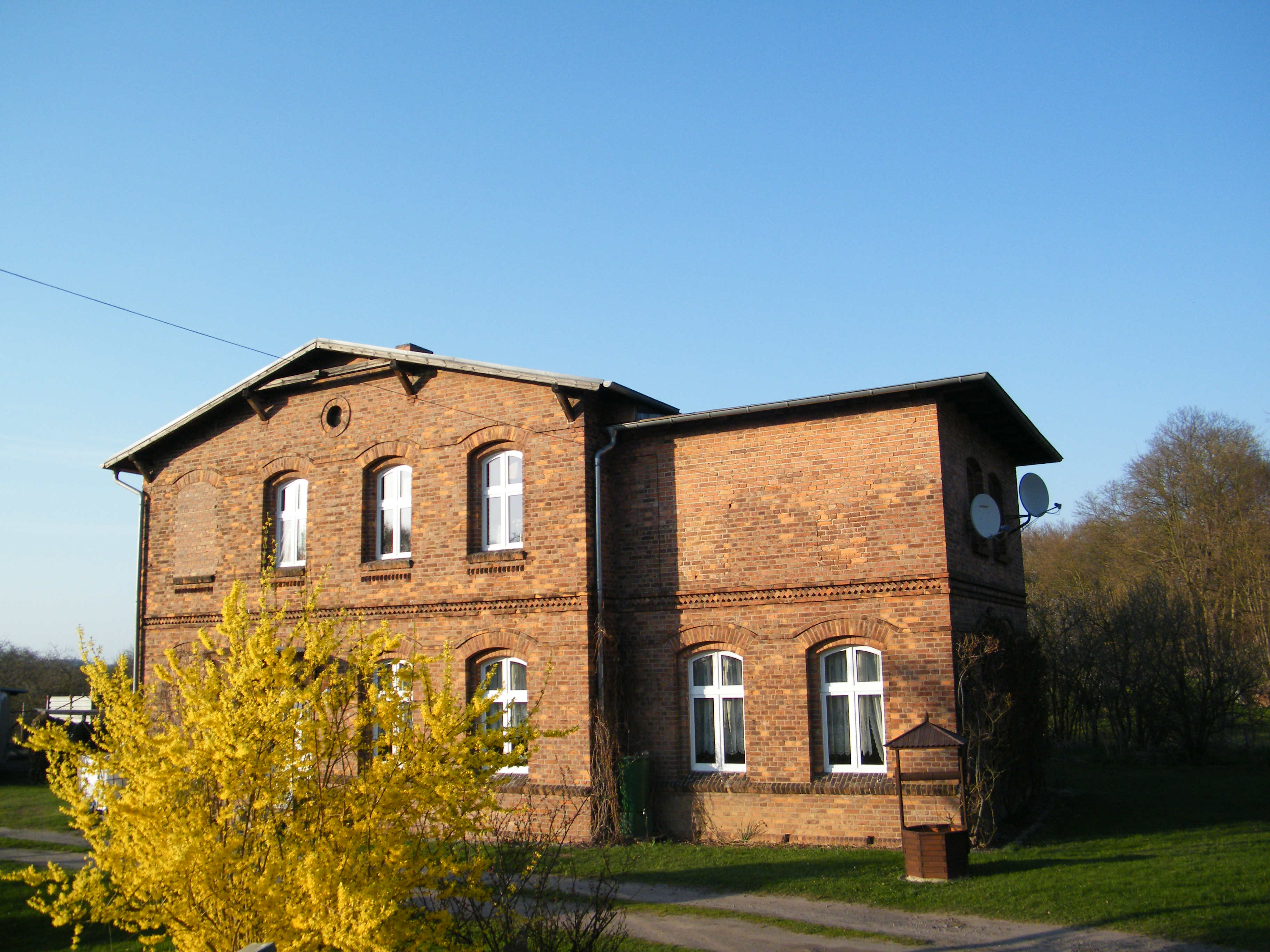
Bahnhof Schönermark (Kr Angermünde)

Nach dem Aussterben der Markgrafen zu Schwedt im Jahr 1789 wurde Schönermark zu einer königlichen Domäne. 1807 kaufte der Gutsverwalter Carow das Dorf. Ursprünglich gehörte Schönermark zum Stolpirischen Kreis, bei der preußischen Kreisreform 1817 wurde aus der Mark Brandenburg die Provinz Brandenburg gebildet und die Gemeinde Schönermark ein Teil des Landkreises Angermünde. Im Jahr 1827 erhielt Schönermark eine eigene Schule mit Lehrerwohnung. 1841 hatte Schönermark 310 Einwohner. Nach dem Tod Carows im Jahr 1846 ging Schönermark in den Besitz der Grafen von Redern über.
Am 1. November 1881 wurde der Bahnhof Schönermark an der Bahnstrecke von Berlin nach Stettin in Betrieb genommen, ab dem 13. Mai 1905 gab es auch eine Anbindung an die Kreisbahn Schönermark–Damme. Nach dem Zweiten Weltkrieg wurden die Gutsbesitzer zu Schönermark im Zuge der Bodenreform enteignet. 1951 wurde die Grundschule Schönermark geschlossen, die Kinder des Dorfes wurden danach zunächst im Gutshaus Schönermark und ab 1967 in Passow unterrichtet. Nach der DDR-Kreisreform 1952 gehörte Schönermark zum Kreis Angermünde im Bezirk Frankfurt (Oder). Etwa Ende der 1950er- oder Anfang der 1960er-Jahre schlossen sich die Landwirte der Gemeinde in der Landwirtschaftlichen Produktionsgenossenschaft „Fortschritt“ zusammen, diese fusionierte 1975 mit den LPGen der Gemeinden Biesenbrow, Frauenhagen, Grünow und Mürow zu einer Kooperativen Abteilung Pflanzenproduktion. Der Betrieb der Bahnstrecke zwischen Schönermark und Gramzow wurde am 26. Mai 1979 eingestellt und die Strecke zurückgebaut. Am 1. Juni 1996 wurde der Bahnhof Schönermark endgültig geschlossen.
Seit der Wende sowie der brandenburgischen Kreisreform im Dezember 1993 liegt Schönermark im Landkreis Uckermark. Bereits im August 1992 schloss sich die Gemeinde zur Erledigung ihrer Verwaltungsgeschäfte dem Amt Oder-Welse an. Am 31. Dezember 2001 schloss sich die Gemeinde Schönermark mit den Nachbargemeinden Grünow und Landin zu der neuen Gemeinde Mark Landin zusammen, die zum 19. April 2022 aufgelöst und deren Ortsteile zu Schwedt/Oder kamen.

## Sehenswürdigkeiten
- Die evangelische Dorfkirche Schönermark (Schwedt/Oder) ist ein rechteckiger Feldsteinbau mit westlichem Dachturm aus Fachwerk. Erbaut wurde das Gebäude in der zweiten Hälfte des 13. Jahrhunderts. Die Fenster sowie das neugotische Westportal entstanden im Zuge eines umfassenden Umbaus der Dorfkirche im Jahr 1876. Der Kirchturm wurde 1965 restauriert, eine Sanierung des Innenraums erfolgte nach 1979. In der Kirche steht ein Kanzelaltar von vor 1740, die Orgel stammt aus dem Jahr 1876. An der Südostecke der Kirche befindet sich ein Schachbrettstein.[5]

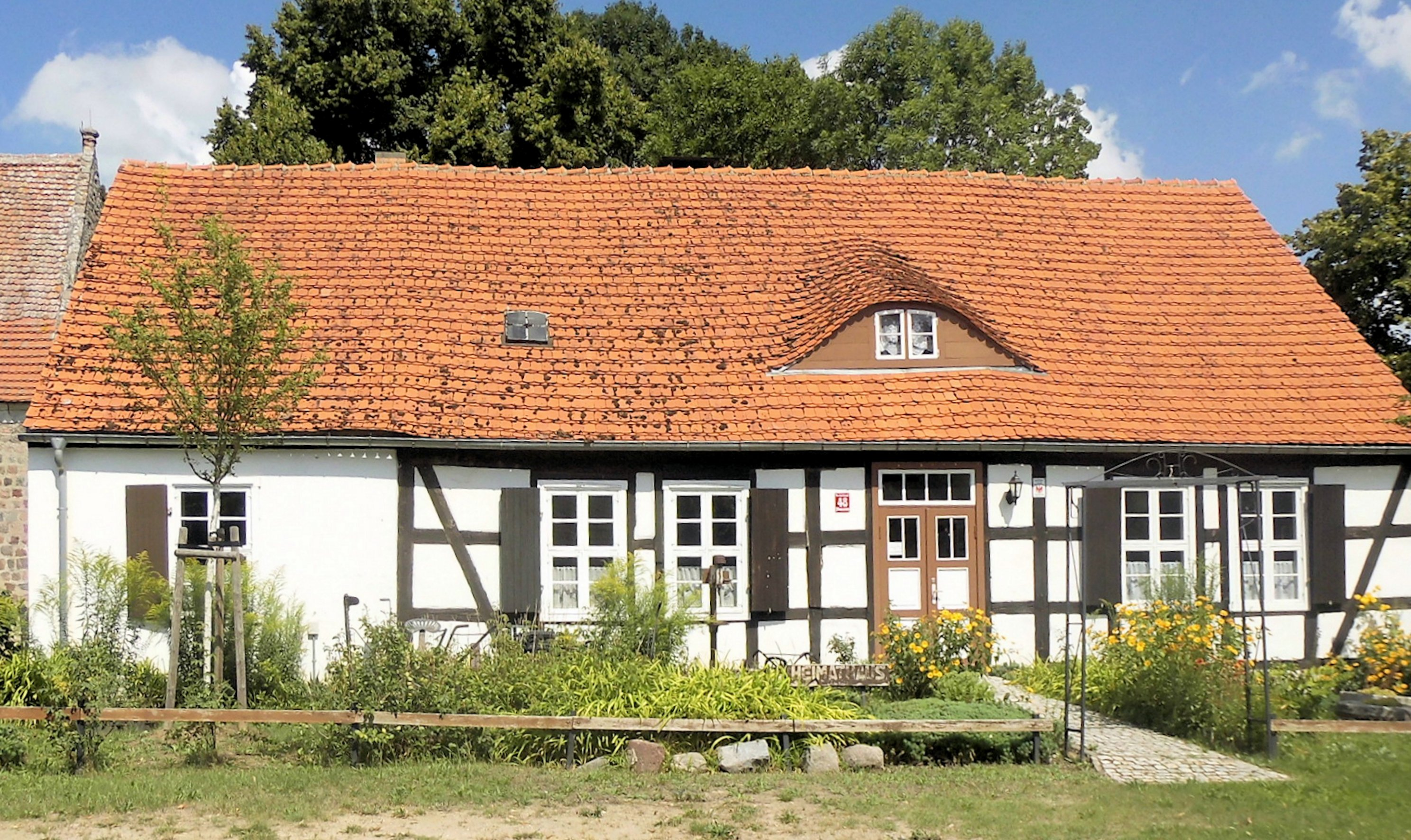
Frühere Dorfschule Schönermark

- Das Gebäude der früheren Schule Schönermark wurde 1827 als einklassige Dorfschule mit Lehrerwohnung erbaut. Das ursprünglich fünfachsige Fachwerkhaus hat ein Satteldach mit Fledermausgaube und wurde 1926/27 um eine sechste Achse erweitert. 1951 wurde der Unterricht in dem Gebäude eingestellt, 1987 wurde dort das Schul- und Heimatmuseum Schönermark eingerichtet.[4]

## Wappen
Das Ortswappen von Schönermark wurde anlässlich der 700-Jahr-Feier des Ortes im Jahr 1987 gestaltet. Der rote Adler steht für die historische Zugehörigkeit zur Mark Brandenburg, das Schachbrettmuster nimmt Bezug auf den an der Dorfkirche zu findenden Schachbrettstein.
Blasonierung: „Im gespaltenen Schild vorn in Silber am Spalt ein halber gold-bewehrter roter Adler mit goldenem Kleebattstengel; hinten schwarz-silbern geschacht (2 × gespalten, 6 × geteilt).“
Seit der Auflösung der Gemeinde Schönermark wird das Wappen von der Gemeinde Mark Landin weiter geführt. Am 19. August 2004 wurde es der Gemeinde offiziell genehmigt.

## Bevölkerungsentwicklung
| Jahr | Einwohner |
| ---- | --------- |
| 1875 | 445       |
| 1890 | 435       |
| 1910 | 365       |
| 1925 | 400       |

| Jahr | Einwohner |
| ---- | --------- |
| 1933 | 442       |
| 1939 | 368       |
| 1946 | 531       |
| 1950 | 525       |

| Jahr | Einwohner |
| ---- | --------- |
| 1964 | 460       |
| 1971 | 462       |
| 1981 | 406       |
| 1985 | 431       |

| Jahr | Einwohner |
| ---- | --------- |
| 1989 | 427       |
| 1994 | 419       |
| 2000 | 451       |
| 2006 | 417       |

| Jahr | Einwohner |
| ---- | --------- |
| 2022 | 326       |

Gebietsstand des jeweiligen Jahres